# أنطوان رايت
أنطوان رايت هو سياسي فانواتي، ولد في 4 مارس 1960. نشط حزبياً في Union of Moderate Parties ‏. وقد انتخب عضو برلمان فانواتو ‏.